# 67P/Tchourioumov-Guérassimenko
67P/Tchourioumov-Guérassimenko, surnommée « Tchouri » et parfois abrégée (en français) en 67P/TG ou 67P/T-G, est une comète périodique du système solaire. Comme toutes les comètes aujourd'hui, elle est nommée d'après le nom de ses découvreurs, en l'occurrence les astronomes Klim Ivanovitch Tchourioumov et Svetlana Ivanovna Guérassimenko, qui ont observé l'astre sur leurs plaques photographiques le 23 octobre 1969 à Kiev.
Cette comète a été visitée le 12 novembre 2014 par l'atterrisseur Philae de la sonde Rosetta de l'Agence spatiale européenne, lancée le 2 mars 2004, qui a atteint l'orbite cométaire le 6 août 2014 pour commencer à tourner autour de la comète le 10 septembre 2014.

## Découverte

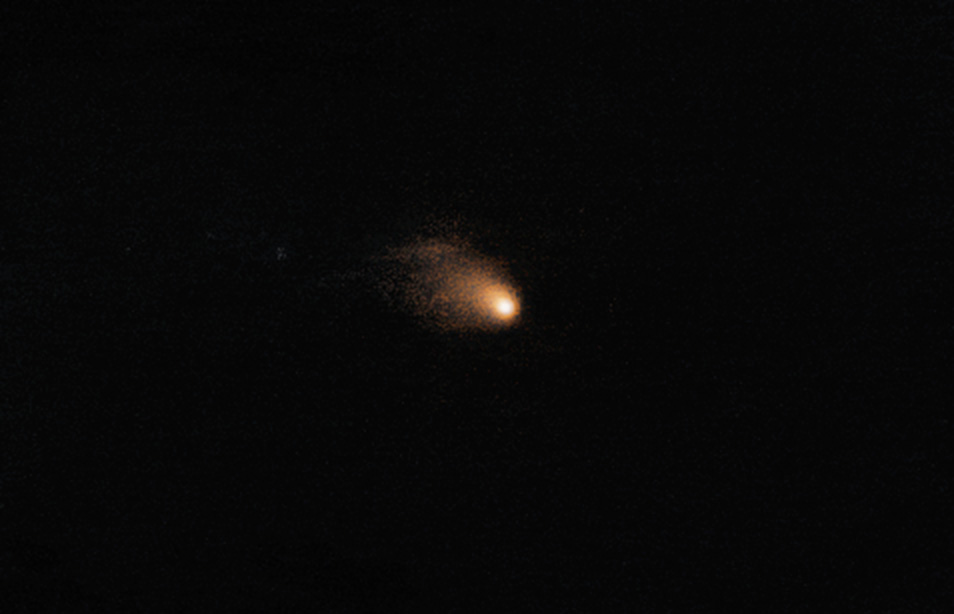
La comète 67P/Tchourioumov-Guérassimenko vue par le Very Large Telescope en 2014.

Au milieu de l'année 1969, plusieurs astronomes de l'Observatoire astronomique (en) de l'université de Kiev (RSS d'Ukraine, URSS) étaient en visite à l'Institut d'astrophysique d'Alma-Ata (RSS du Kazakhstan, URSS) afin de conduire un relevé de comètes. Le 20 septembre, alors qu'il se trouvait toujours à Alma-Ata, Klim Ivanovitch Tchourioumov examina une plaque photographique de la comète 32P/Comas Solá prise le 11 septembre (1969 Sept. 11.92 TU) par Svetlana Ivanovna Guérassimenko. Il trouva un objet cométaire près du bord de la plaque et supposa qu'il s'agissait de Comas Solá. À son retour à Kiev, les plaques furent minutieusement inspectées. Pour chacune des comètes observées, la position précise fut déterminée, le diamètre de la chevelure (ou coma) fut estimé ainsi que la magnitude photographique des comètes et de leur noyau. Le 22 octobre, ils se rendirent compte que l'objet repéré ne pouvait pas être la comète Comas Solá car sa position différait de plus de 1,8 degré de la position attendue d'après les observations réalisées par d'autres observatoires. Un examen plus attentif révéla une faible image de Comas Solá à sa bonne position, proche de la limite de la plaque photographique, ce qui prouva que l'objet identifié par Tchourioumov était en réalité une comète qui n'avait pas encore été découverte. Ils estimèrent la magnitude de la nouvelle comète à 13 et rapportèrent une faible coma de 0,6 minute d'arc de travers, avec une condensation centrale d'environ 0,3 minute d'arc. Une faible queue s'étendant sur 1 minute d'arc à un angle de position de 280 degrés fut aussi rapportée.

## Trajectoire orbitale
L'orbite de 67P/Tchourioumov-Guérassimenko a significativement évolué au cours du temps. En effet, lorsqu'un corps céleste s'approche d'un autre corps céleste, sa trajectoire est modifiée du fait de l'influence gravitationnelle qu'ils exercent l'un sur l'autre. La modification de l'orbite du premier sera d'autant plus grande que la masse de ce corps est faible, que la masse du second est grande et que la distance minimale d'approche est faible. Notamment, les orbites cométaires sont donc fortement perturbées lorsque la comète passe près des planètes Jupiter et Saturne. En l'occurrence, Tchourioumov-Guérassimenko s'est « récemment » approchée deux fois de Jupiter : en 1840 et en 1959.
Depuis sa découverte en 1969, la comète a été retrouvée à chacun de ses passages au périhélie : 1969, 1976, 1982, 1989, 1996, 2002, 2009, 2015 et 2021. Son prochain périhélie est attendu en 2028.

### Avant 1840
Le périhélie de Tchourioumov-Guérassimenko avant son passage près de Jupiter en 1840 a été estimé à environ 4,0 unités astronomiques, ce qui ne lui permettait pas de développer d’activité cométaire, rendant sa détection pratiquement impossible. La régression avant ~1700 est hautement incertaine, et il demeure possible qu’il y ait eu d’autres périodes d’activité cométaire dans le passé,.

### 1840: rapprochement avec Jupiter
En 1840, Tchourioumov-Guérassimenko passa près de Jupiter et la gravité de la planète modifia l'orbite de la comète. Sa distance au périhélie passa alors à trois unités astronomiques.

### 1959: nouveau rapprochement avec Jupiter
Plus tard, en 1959, une autre approche de Jupiter modifia à nouveau son orbite, la distance au périhélie prenant sa valeur actuelle : 1,28 unité astronomique. Depuis lors, la comète parcourt son orbite en 6,45 ans.

### 1969: périhélie, découverte et prédécouverte
En 1969, le périhélie de la comète eut lieu le 11 septembre (précisément, 1969 Sept. 11.04 TU), seulement quelques heures avant la photographie ayant permis sa découverte. La comète avait alors une période de révolution de 6,55 ans.
En plus des observations sus-mentionnées ayant mené à la découverte de la comète, des images additionnelles furent trouvées sur une plaque exposée par Guérassimenko le 9 septembre (1969 Sept. 9.91 TU), antérieure donc à l'image ayant permis la découverte, ainsi que sur une plaque exposée par Guérassimenko le 21 septembre (1969 Sept. 21.93 TU). La magnitude fut estimée à 13 sur la première et à 12 sur la seconde.

### 1976: périhélie, premier retour depuis la découverte
Le premier retour de la comète après sa découverte eut lieu en 1976. Le périhélie eut lieu le 7 avril (1976 April 7.23) et la comète avait alors une période de 6,59 ans.
Cette apparition ne fut pas très favorable. La comète fut d'abord repérée par des astronomes de l'observatoire du mont Palomar, en Californie (États-Unis), le 8 août 1975 ; ils indiquèrent une magnitude nucléaire de 19,5. D'autres observations furent réalisées le 9 septembre, le 6 octobre et le 1er novembre mais aucune description physique ne fut fournie. L'observation finale fut faite par des astronomes à la station Catalina du Lunar and Planetary Laboratory, en Arizona (États-Unis), le 7 décembre 1975.

### 1982: périhélie et passage «près» de la Terre
Le périhélie suivant eut lieu le 12 novembre 1982 (1982 Nov. 12.10). La comète avait alors une période orbitale de 6,61 ans.
En 1982, la position de la comète fut très favorable aux observations. La comète fut retrouvée par des astronomes de l'observatoire national de Kitt Peak, dans l'Arizona (États-Unis), le 31 mai 1982. Sa magnitude fut alors estimée à 19. Elle s'approcha au plus près du Soleil le 12 novembre, à 1,3062 unité astronomique (195,4 millions de kilomètres) de distance, et au plus près de la Terre le 27 novembre, à 0,39 unité astronomique (58 millions de kilomètres) de distance. De façon intéressante, la comète continua de devenir plus brillante pendant le mois de décembre, alors qu'elle s'éloignait aussi bien du Soleil que de la Terre : des astronomes amateurs reportèrent une magnitude totale comprise entre 9 et 9,5. Autour de Noël, Alan Hale, en Californie (États-Unis), put même détecter la comète avec des jumelles 10 × 50. La comète fut détectée pour la dernière fois le 13 mai 1983 par des astronomes de l'observatoire Oak Ridge, dans le Massachusetts (États-Unis).

### 1989: périhélie
Le périhélie suivant eut lieu le 18 juin 1989 (1989 Jun. 18.39). La comète avait alors une période orbitale de 6,59 ans.
Cette apparition ne fut pas particulièrement bonne pour les observations. La comète fut retrouvée le 6 juillet 1988 par des astronomes à l'observatoire Palomar (Californie, États-Unis) ; la magnitude du noyau était alors estimée à 20. Elle ne fut suivie que jusqu'au 12 septembre 1988, date à laquelle des astronomes à l'observatoire de Mauna Kea (Hawaï, États-Unis) lui trouvèrent une magnitude nucléaire de 18,6. La comète passa à moins de 4 degrés du Soleil en mars 1989 et, bien qu'elle pouvait être observée vers la fin de l'année 1989 et pendant la première moitié de 1990, aucune observation ne fut faite. Après qu'elle fut passée à moins de 3 degrés du Soleil en octobre 1990, la comète quitta l'éclat du Soleil et fut observée par des astronomes à l'Observatoire national de Kitt Peak (Arizona, États-Unis) le 15-16 octobre 1991. La magnitude nucléaire fut alors estimée à 21,8-22,0.

### 1996: périhélie
Le périhélie suivant eut lieu le 17 janvier 1996 (1996 Jan. 17.66). La comète avait alors une période orbitale de 6,59 ans.
L'apparition de 1996 fut favorable bien que la comète ne s'approchât pas à moins de 0,904 0 unité astronomique de la Terre (ce périgée eut lieu le 7 octobre 1995). La comète devint plus brillante que la magnitude 13 à la fin de l'année 1995 et sa luminosité apparente continua d'augmenter. La comète atteignit son périhélie le 17 janvier 1996, et sa distance au Soleil et à la Terre augmentant après ceci, sa luminosité apparente continua d'augmenter pendant un mois. Après avoir atteint un maximum de brillance d'environ 10,5 en février, l'éclat de la comète diminua et elle devint moins brillante que la magnitude 13 à la mi-avril. Le diamètre de la coma ne dépassa jamais deux minutes d'arc pendant cette apparition. La comète fut détectée pour la dernière fois le 31 mai 1995, à une magnitude d'environ 22.

### 2002: périhélie
Le périhélie suivant eut lieu le 18 août 2002 (2002 Aug. 18.31). La comète avait alors une période orbitale de 6,57 ans.
La comète fut retrouvée le 18 juin 2002 ; sa magnitude fut estimée à 15,0. Sa magnitude atteignit environ 12,5 vers le début du mois d'octobre. La comète fut détectée pour la dernière fois le 14 mai 2005, à une magnitude de 22-23. L'Agence spatiale européenne annonça le 28 mai 2003 que la sonde Rosetta aurait une nouvelle cible : la comète 67P/Tchourioumov-Guérassimenko.

### 2015: périhélie et visite deRosetta
Elle était à son périhélie le 13 août 2015 avec Rosetta en orbite et Philae sur sa surface.

### 2021: périhélie
La comète a atteint son périhélie le 2 novembre 2021, sa distance au Soleil était alors de 1,21 unité astronomique (ua).

## Exploration

Poussière et rayons cosmiques à la surface de la comète en 2016, avec des étoiles en mouvement en arrière-plan. Filmé par l'instrument OSIRIS de Rosetta.

La sonde spatiale Rosetta est lancée en 2004 pour explorer la comète courant 2014. Rosetta atteint l'orbite autour de Tchouri le 6 août 2014. Elle lance son atterrisseur Philae pour se poser sur la surface le 12 novembre 2014,. Cependant, après être entré en contact avec la comète en un point nommé « Aguilkia » (anciennement « site J »), l'atterrisseur rebondit en raison de deux défaillances : celle du propulseur qui devait le plaquer au sol et celle des harpons qui devaient l'y arrimer ; il finit par se poser à environ un kilomètre de distance, sur un site baptisé « Abydos ».
Le 14 février 2015, l'ESA modifie la trajectoire de la sonde Rosetta afin que cette dernière passe à seulement 6 kilomètres de la comète. On obtint alors des images avec une résolution atteignant 0,7 mètre par pixel. Rosetta survola la région « Imhotep », située sur le plus grand lobe de la comète. On obtient alors les photos les plus détaillées jamais obtenues d'une comète.
Philae a atterri sur le site « Abydos » situé dans une zone rocheuse et poussiéreuse baptisée « Saïs » (en anglais Sais) d'après l'ancienne ville égyptienne de Saïs (où l'on pense que la pierre de Rosette ou Rosetta peut avoir été initialement dressée) mais sa position sur le côté a rendu les communications plus difficiles que prévu, mais néanmoins possibles.

## Caractéristiques physiques

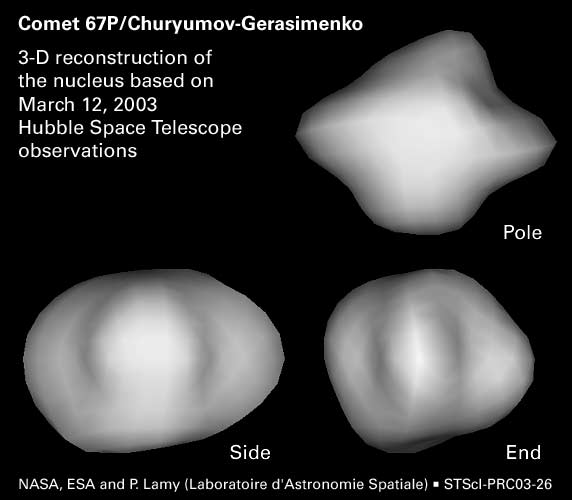
Reconstruction tridimensionnelle du noyau de 67P/Tchourioumov-Guérassimenko grâce à des observations effectuées par le télescope spatial Hubble en 2003.

### Dimensions et masse
Des clichés pris par le télescope spatial Hubble en mars 2003 ont permis d'estimer le diamètre de l'objet à environ 4 kilomètres. En juillet 2014, de nouvelles images prises par Rosetta révèlent un noyau bilobé, la partie la plus importante oblongue faisant 4,1 × 3,2 × 1,3 km et une partie plus petite et ronde 2,5 × 2,5 × 2,0 km. Une hypothèse a été avancée que ce serait une binaire à contact, d'une taille globale de 4 × 3,5 kilomètres.
En 2012, sa masse avait été estimée à (3,14 ± 0,21) × 1012 kg et sa masse volumique globale à 102 ± 9 kg/m3. Des nouvelles données de Rosetta indiquent la masse de (1,0 ± 0,1) × 1013 kg et sa masse volumique à 400 kg/m3.

### Rotation
La comète tourne sur elle-même en 12,4 heures. La période de révolution de la comète Tchourioumov-Guérassimenko est de six ans, mais en raison de sa forme irrégulière et de l'inclinaison de l'axe de rotation sur elle-même, l'« été » pendant lequel la densité de sa chevelure augmente y dure seulement dix mois.

### Température
Selon les données du spectromètre VIRTIS, la température moyenne à la surface de la comète est de −40 à −70 °C, à 555 millions de kilomètres du Soleil, indiquant qu'elle est essentiellement composée de poussières plus que de glace.

### Structure et caractéristiques de surface

#### Chevelure
La chevelure est majoritairement composée d'eau H2O et de dioxyde de carbone CO2, mais aussi de monoxyde de carbone CO, d'ammoniac NH3, de méthane CH4 et de méthanol CH3OH. La sonde a également détecté des traces de formaldéhyde HCHO, de sulfure d'hydrogène H2S, du cyanure d'hydrogène HCN, du dioxyde de soufre SO2, du sulfure de carbone CS2 et du dioxygène O2,. Par ailleurs, la présence de composés organiques jusqu'alors jamais détectés sur une comète a également été relevée : l'acétamide CH3CONH2, l'acétone CH3COCH3, l'isocyanate de méthyle H3C–N=C=O et le propanal CH3CH2CHO.
En mai 2016, il est annoncé la détection de glycine, le plus simple des acides aminés, ainsi que d'atomes de phosphore, deux substances utiles à la formation de protéines.

#### Noyau

##### Forme générale
La forme de la comète a été décrite comme ressemblant à celle d'un canard. La question de savoir si la comète est constituée d'un seul bloc ou bien si elle est composée de deux blocs distincts est restée plusieurs mois en suspens, et l'hypothèse d'un objet binaire en contact a même paru défavorisée à un certain moment. Cependant, le 28 septembre 2015, une étude de l'équipe de Rosetta confirme l'hypothèse selon laquelle le noyau de Tchouri serait le résultat de la collision à faible vitesse de deux comètes qui se seraient formées séparément.
La forme de la comète a compliqué le choix de la zone d’atterrissage.

##### Nomenclature
L'ensemble des structures à la surface de la comète font référence à l'Égypte antique. Le tableau suivant résume les types d'éléments servant à nommer ces différentes caractéristiques.
| Types de caractéristique | Type de référence |
| ------------------------ | --- |
| Régions                  | Divinités de la mythologie égyptienne. Les régions de la tête (petit lobe) ont reçu des noms de divinités de sexe féminin ; celles du cou et du corps (grand lobe) ont reçu des noms de divinités de sexe masculin. |
| Rochers                  | Pyramides |

##### Géologie
La géologie de la surface de Tchourioumov-Guérassimenko est très diversifiée, ce qui ne facilita pas l'atterrissage de Philae. En effet, à cause de la surface très accidentée de la comète, l'atterrisseur a rebondi à deux reprises avant de retomber dans un endroit peu ensoleillé, ce qui est à l'origine de la mise en sommeil temporaire de l'engin qui ne pouvait plus recharger ses batteries.
Des images plus détaillées datant du 12 novembre 2014 montrent mieux la diversité des paysages, avec des falaises atteignant 900 mètres de hauteur avec des zones plus lisses. Ce relief serait dû aux nombreux passages près du Soleil, à la chaleur du Soleil[pas clair] ou encore à sa formation.[réf. nécessaire]
Cette comète serait très poreuse, contenant de 70 à 80 % de vide, et aussi très peu dense, avec une masse volumique d'environ 470 kilogrammes par mètre cube, comparable à celle du liège.

##### Régions
Le noyau de la comète est actuellement (mars 2016) divisé en vingt-six régions, dix-neuf situées principalement dans l'hémisphère nord et sept dans l'hémisphère sud, séparées par des frontières géomorphologiques distinctes. Afin de suivre le thème de l'Égypte antique de la mission Rosetta, ces régions sont nommées d'après des divinités égyptiennes. Ces régions sont regroupées en fonction de la morphologie de la surface, c'est-à-dire selon leur type de terrain dominant. Cinq catégories ont ainsi été identifiées : des terrains couverts de poussière (Maât, Ach et Babi) ; des zones composées de matériaux d'aspect fragile avec des puits et des structures circulaires (Seth) ; de grandes dépressions (Hatméhyt, Nout et Aton) ; des terrains lisses (Hâpy, Imhotep et Anubis) ; et des surfaces de matériaux consolidés d'apparence rocheuse (Mafdet, Bastet, Serket, Hathor, Anouket, Khépri, Aker, Atoum et Apis).
Les régions de la tête (petit lobe) ont reçu des noms de divinités de sexe féminin ; celles du corps (grand lobe) ont reçu des noms de divinités de sexe masculin ; et celles du cou ont reçu des noms de divinités du Nil.
| Région   | Nom anglophone | Type de région                                                                            | Hémisphère | Lobe  | Nommé d'après |
| -------- | -------------- | ----------------------------------------------------------------------------------------- | ---------- | ----- | --- |
| Maât     | Ma'at          | Terrain couvert de poussière                                                              | Nord       | Tête  | Maât |
| Ach      | Ash            | Terrain couvert de poussière                                                              | Nord       | Corps | Ach |
| Babi     | Babi           | Terrain couvert de poussière                                                              | Nord       | Corps | Babi |
| Seth     | Seth           | Zone composée de matériaux d'aspect fragiles avec des puits et des structures circulaires | Nord       | Corps | Seth |
| Hatméhyt | Hatmehit       | Grande dépression                                                                         | Nord       | Tête  | Hatméhyt |
| Nout     | Nut            | Grande dépression                                                                         | Nord       | Tête  | Nout |
| Aton     | Aten           | Grande dépression                                                                         | Nord       | Corps | Aton |
| Hâpy     | Hapi           | Terrain lisse                                                                             | Nord       | Cou   | Hâpy. Selon Ramy El-Maary (université de Berne), « Nous avons choisi Hâpy pour le cou car Hâpy est le dieu du Nil et il nous paraissait approprié qu'il sépare les lobes de la même façon que le Nil divise l'Égypte en côtés oriental et occidental ». |
| Imhotep  | Imhotep        | Terrain lisse                                                                             | Nord       | Corps | Imhotep |
| Anubis   | Anubis         | Terrain lisse                                                                             | Nord       | Corps | Anubis |
| Mafdet   | Maftet         | Surface de matériaux consolidés d'apparence rocheuse                                      | Nord       | Tête  | Mafdet |
| Bastet   | Bastet         | Surface de matériaux consolidés d'apparence rocheuse                                      | Nord       | Tête  | Bastet |
| Serket   | Serqet         | Surface de matériaux consolidés d'apparence rocheuse                                      | Nord       | Tête  | Serket |
| Hathor   | Hathor         | Surface de matériaux consolidés d'apparence rocheuse                                      | Nord       | Tête  | Hathor |
| Anouket  | Anuket         | Surface de matériaux consolidés d'apparence rocheuse                                      | Nord       | Tête  | Anouket |
| Khépri   | Khepry         | Surface de matériaux consolidés d'apparence rocheuse                                      | Nord       | Corps | Khépri |
| Aker     | Aker           | Surface de matériaux consolidés d'apparence rocheuse                                      | Nord       | Corps | Aker |
| Atoum    | Atum           | Surface de matériaux consolidés d'apparence rocheuse                                      | Nord       | Corps | Atoum |
| Apis     | Apis           | Surface de matériaux consolidés d'apparence rocheuse                                      | Nord       | Corps | Apis |
| Khonsou  | Khonsu         | ?                                                                                         | Sud        | Corps | Khonsou |
| Wosret   | Wosret         | ?                                                                                         | Sud        | Tête  | Ouseret |
| Sobek    | Sobek          | ?                                                                                         | Sud        | Cou   | Sobek |
| Anhour   | Anhur          | ?                                                                                         | Sud        | Corps | Anhour |
| Bès      | Bes            | ?                                                                                         | Sud        | Corps | Bès |
| Geb      | Geb            | ?                                                                                         | Sud        | Corps | Geb |
| Neith    | Neith          | ?                                                                                         | Sud        | Tête  | Neith |

##### Fissure
Au niveau de la partie la plus étroite de la comète se trouve une fissure. Déjà repérée au mois d’août 2014 sur les images de la caméra de navigation de Rosetta, celle-ci a été confirmée par les photos résolues de la caméra Osiris. Cela ne signifie pas nécessairement que la comète va se scinder en deux, mais cet événement n'est pas non plus à exclure.

##### Rochers

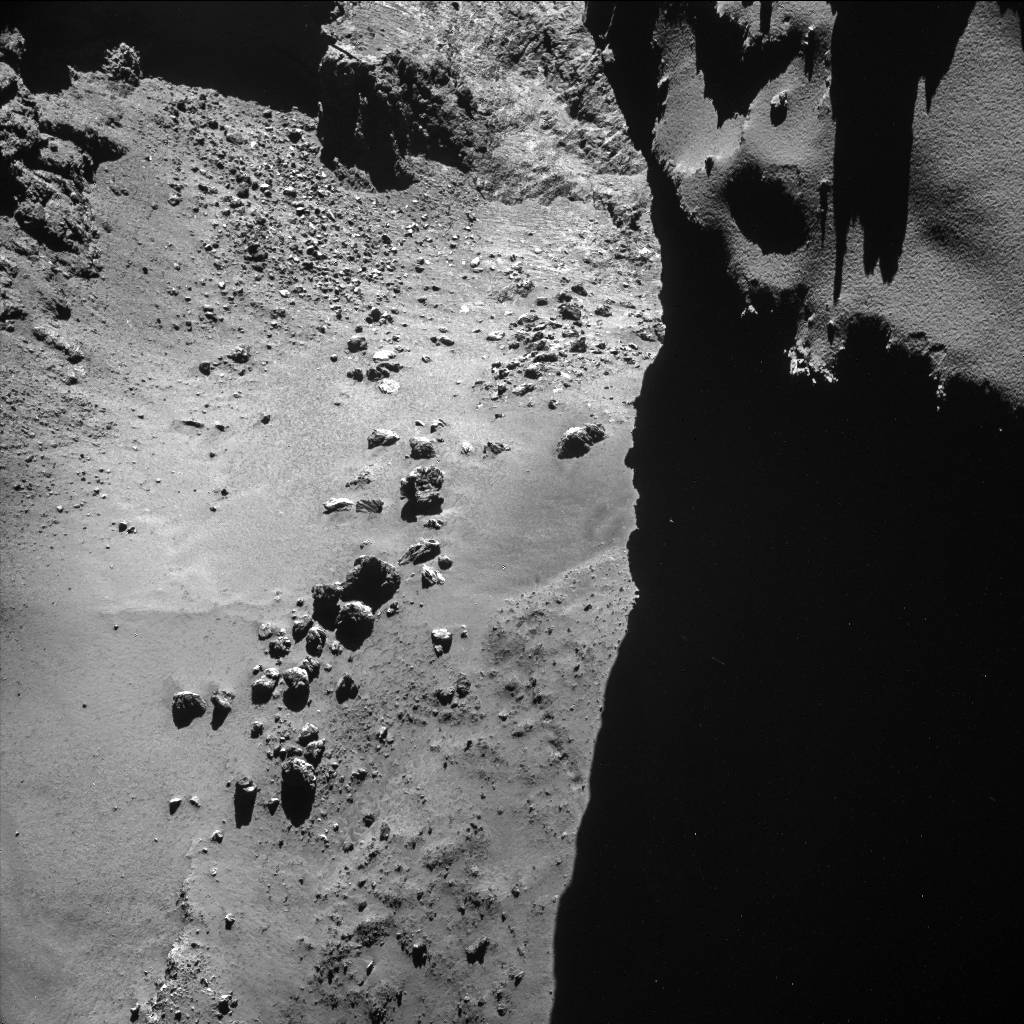
Photographie de la région Hâpy prise par Rosetta le 17 octobre 2014. Des rochers sont visibles au centre.

Le 6 août 2014, alors que la sonde Rosetta survolait la surface de la comète à 130 kilomètres d'altitude, un rocher d'environ 45 mètres a été repéré à la surface du plus grand lobe du noyau. Ce bloc a été nommé Khéops (Cheops en anglais), en référence à la pyramide éponyme. Le 19 septembre 2014, la sonde Rosetta était située à 28,5 kilomètres du centre du noyau et l'instrument Osiris a alors pris des photographies des paysages chaotiques de la comète. En particulier, l'instrument a imagé le rocher Khéops à une résolution atteignant 50 centimètres par pixel. L'image prise permet de voir les aspérités du rocher sans pour autant avoir d'informations sur sa nature physico-chimique. Néanmoins, certaines parties du rocher apparaissent claires alors que d'autres semblent aussi sombres que le milieu où il est posé. Selon Holger Sierks, de l’Institut Max-Planck de recherche sur le Système solaire (MPS), « on dirait presque que de la poussière qui le recouvrait [le rocher] s'est installée dans les anfractuosités », mais il précise qu'« il est encore trop tôt pour en être certain ».
À proximité de Khéops ont été repérés deux autres blocs plus petits ; l'ensemble est rassemblé sous le nom de groupe Gizeh, nom également choisi en référence à l'ensemble de pyramides homonyme.
D'autres rochers parsèment la surface du noyau ; en particulier, le « cou » du noyau cométaire en compte de nombreux. Leur composition, leur densité ainsi que leur stabilité restent à ce jour inconnues. De même, on ne sait pas (encore) comment ces rochers sont arrivés à leur position actuelle : ils pourraient avoir été exposés par l'activité de la comète ou s'être déplacés en suivant le champ de gravitation.

##### Fossés
Pas moins de 18 fossés ont été repérés dans l'hémisphère nord de la comète : Maât 01, 02, 03 et 04, Bastet 01, Seth 01, 02, 03, 04, 05 et 06, Ash 01, 02, 03, 04, 05 et 06 et Hathor 01,. Maât 02 a par la suite été renommé Deir el-Medina, d'après une fosse dans une ancienne ville égyptienne du même nom. La sonde Rosetta s'est posée entre Deir el-Medina (Maât 02) et Maât 03.

##### Eau et matière organique
Lorsque l'atterrisseur Philae est arrivé sur la comète, il a découvert que l'eau à sa surface a une composition isotopique différente de celle des océans terrestres. En effet, l'eau de la comète 67P/Tchourioumov-Guérassimenko possède un rapport isotopique D/H plus élevé que l'eau terrestre ((5,3 ± 0,7) × 10−4 contre environ 1,5×10−4 pour l'eau terrestre), ce qui remet en cause l'hypothèse selon laquelle l'eau présente aujourd'hui sur Terre serait issue de comètes. Cependant, les conséquences déduites de cette mesure doivent être considérées avec prudence : le fait que la comète Tchourioumov-Guérassimenko soit plus riche en deutérium ne signifie pas que toutes les comètes sont dans ce cas.
La matière organique représente près de 40 % de la masse du noyau de la comète Tchouri. Selon une étude de 2017,, elle serait d'origine interstellaire et donc antérieure à la formation du Système solaire. En 2017 aussi, la molécule CH3Cl (chlorométhane) a été détectée par le spectromètre ROSINA (à bord de la sonde Rosetta),. Cette molécule avait été proposée comme un possible marqueur de vie, au cas où elle serait détectée dans des atmosphères d'exoplanètes rocheuses. Sa découverte dans des lieux antérieurs à l'origine de la vie (également, la même année, autour de la proto-étoile de type solaire IRAS16293-2422) indique que d'autres biomarqueurs plus définitifs devront être utilisés pour conclure à la présence de vie sur d'autres planètes.

##### Activité
L'activité de Tchourioumov-Guérassimenko n'est pas uniforme sur la surface du noyau. Trois zones d'activité importante ont été détectées lorsque la comète s'est activée en 2009. L'activité de cette comète pourrait monter rapidement, ce qui pourrait causer des problèmes[pas clair] à Rosetta. L'équipe de Rosetta préfère donc éloigner la sonde au cas où l'activité de Tchourioumov-Guérassimenko devienne dangereuse pour la sonde.[Quand ?] Cette comète a la particularité que, même lors de son pic d'activité, environ un mois après son périhélie, elle n'est pas très lumineuse avec une magnitude apparente ne descendant pas en dessous de 12. Cette comète éjecte beaucoup de poussière en proportion de la quantité de gaz libérée. En mars 2002, son activité devait être à environ 60 kilogrammes de poussière par seconde, mais des valeurs jusqu'à 220 kilogrammes par seconde ont été relevées en 1982-1983.

##### Modifications

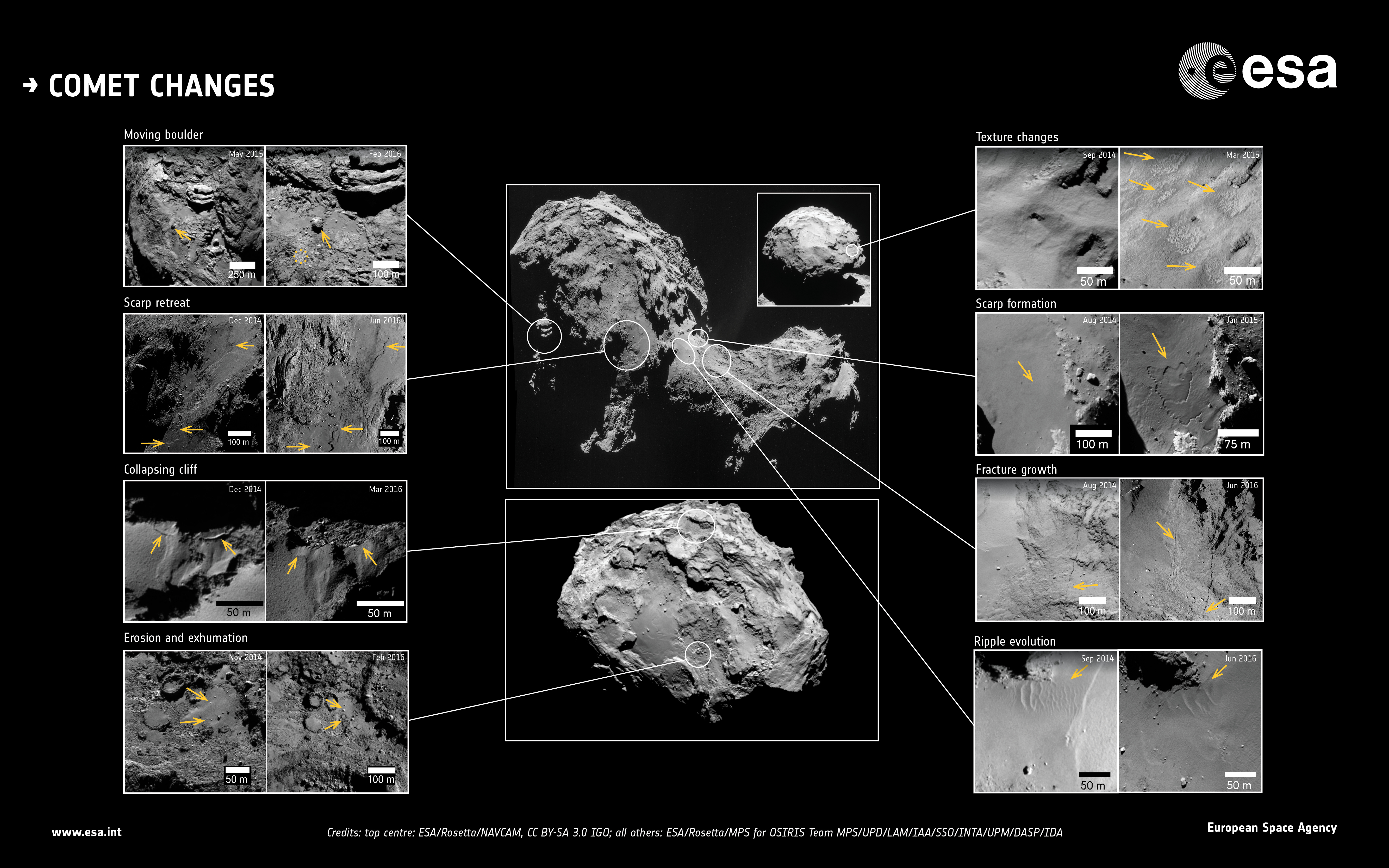
Assemblage de photographies montrant différents types de modifications de la comète 67P/Tchourioumov-Guérassimenko. L'emplacement de chaque photographie détaillée est indiqué sur l'image centrale. Les dates de prises de vue avant/après sont également indiquées. Les flèches indiquent l'emplacement des modifications.

Le maintien en orbite de la sonde Rosetta pendant deux ans a permis d'observer l'évolution de la surface de la comète 67P. En comparant les images obtenues par la caméra OSIRIS-NAC1 avant et après le passage au périhélie, de décembre 2014 à juin 2016, de nombreuses modifications ont été détectées. Localisées en plusieurs endroits et liées à l'activité cométaire, elles sont de natures variées : érosion de falaises sur plusieurs mètres, développement de fractures préexistantes, mouvement de dunes, déplacement de blocs de taille supérieure à 20 m, et transport de matière laissant apparaître de nouvelles structures morphologiques. La surface de la comète n'est cependant affectée que marginalement, et certains changements ne sont que transitoires (ils apparaissent quand la comète se rapproche du soleil et disparaissent quand elle s’en éloigne),.

## Galerie d'images

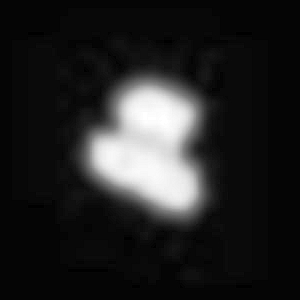
Zoom sur la comète le 23 juillet 2014.
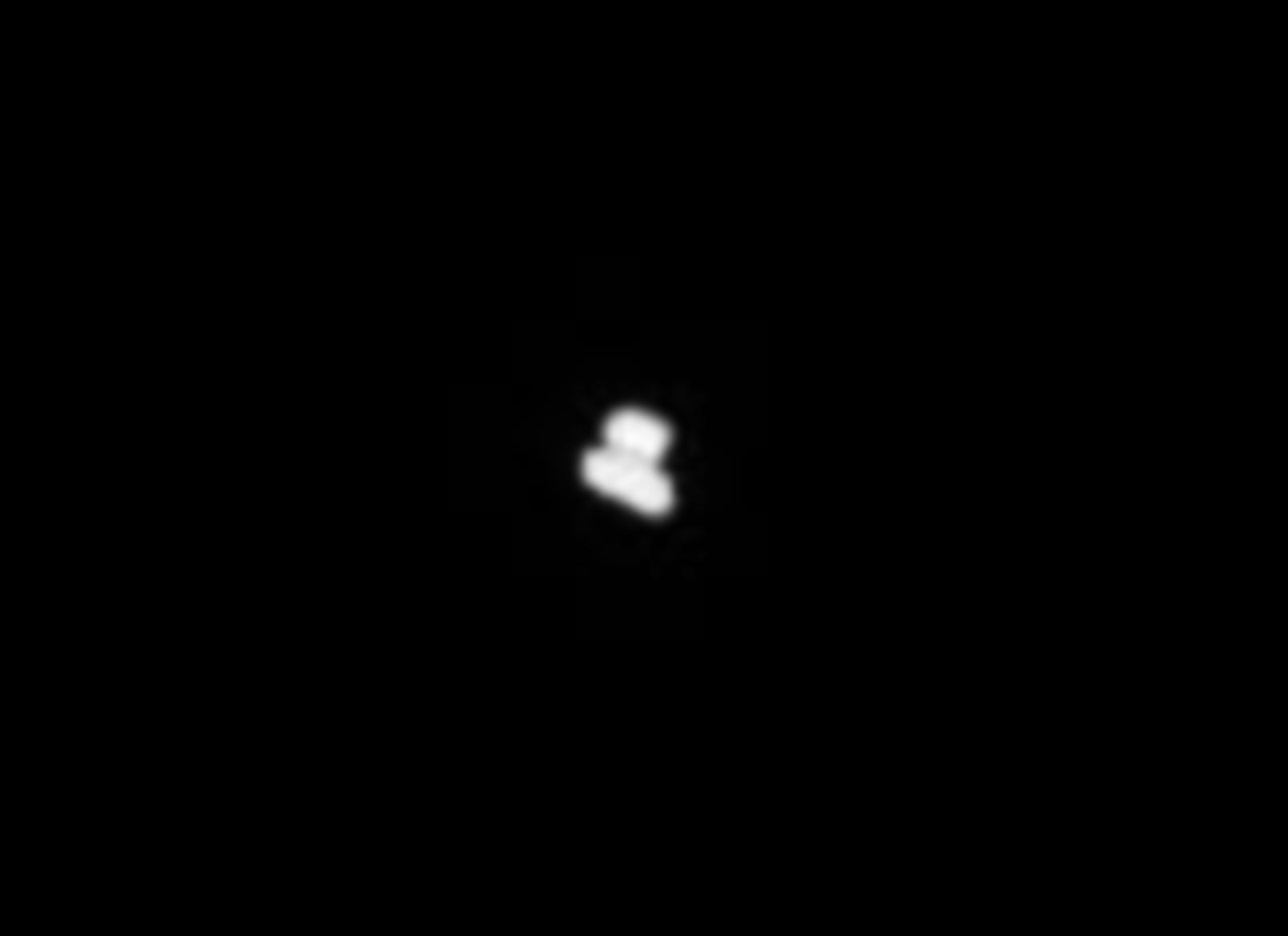
La comète le 23 juillet 2014.
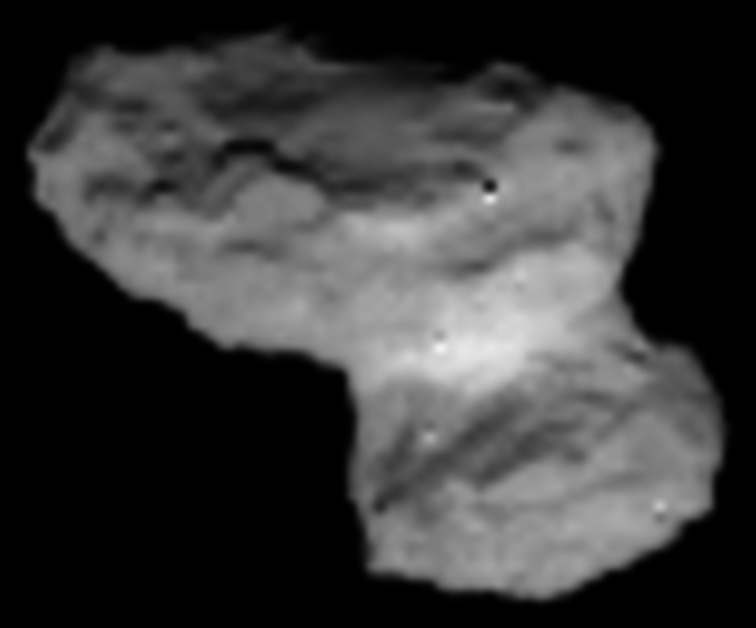
La comète le 1er août 2014.
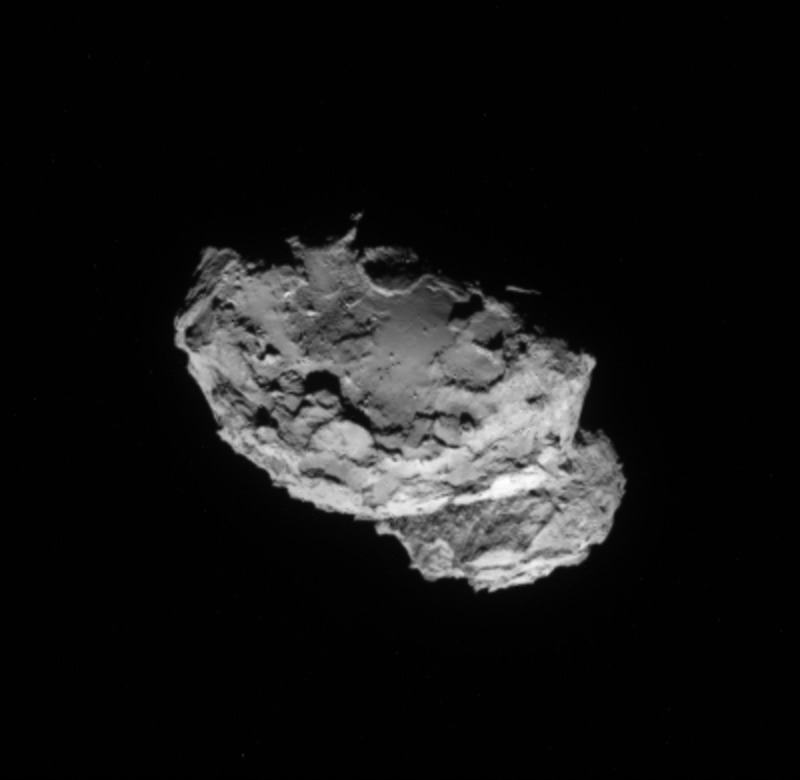
La comète le 4 août 2014.
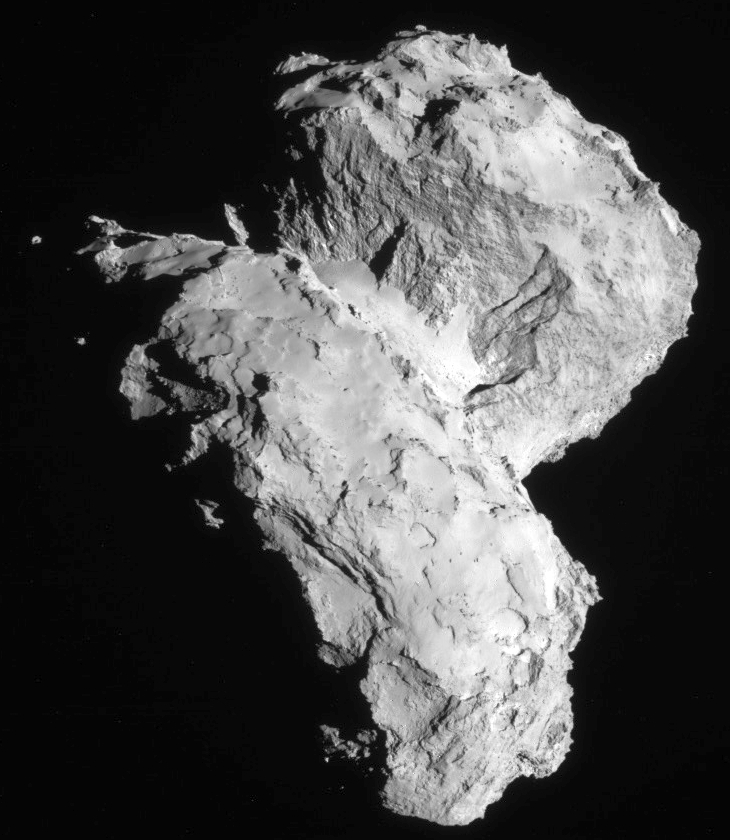
La comète le 22 août 2014.
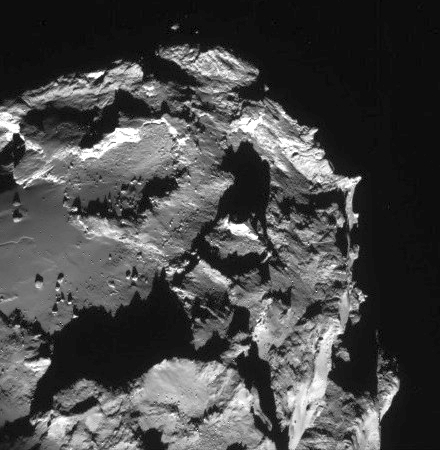
La comète le 23 août 2014.
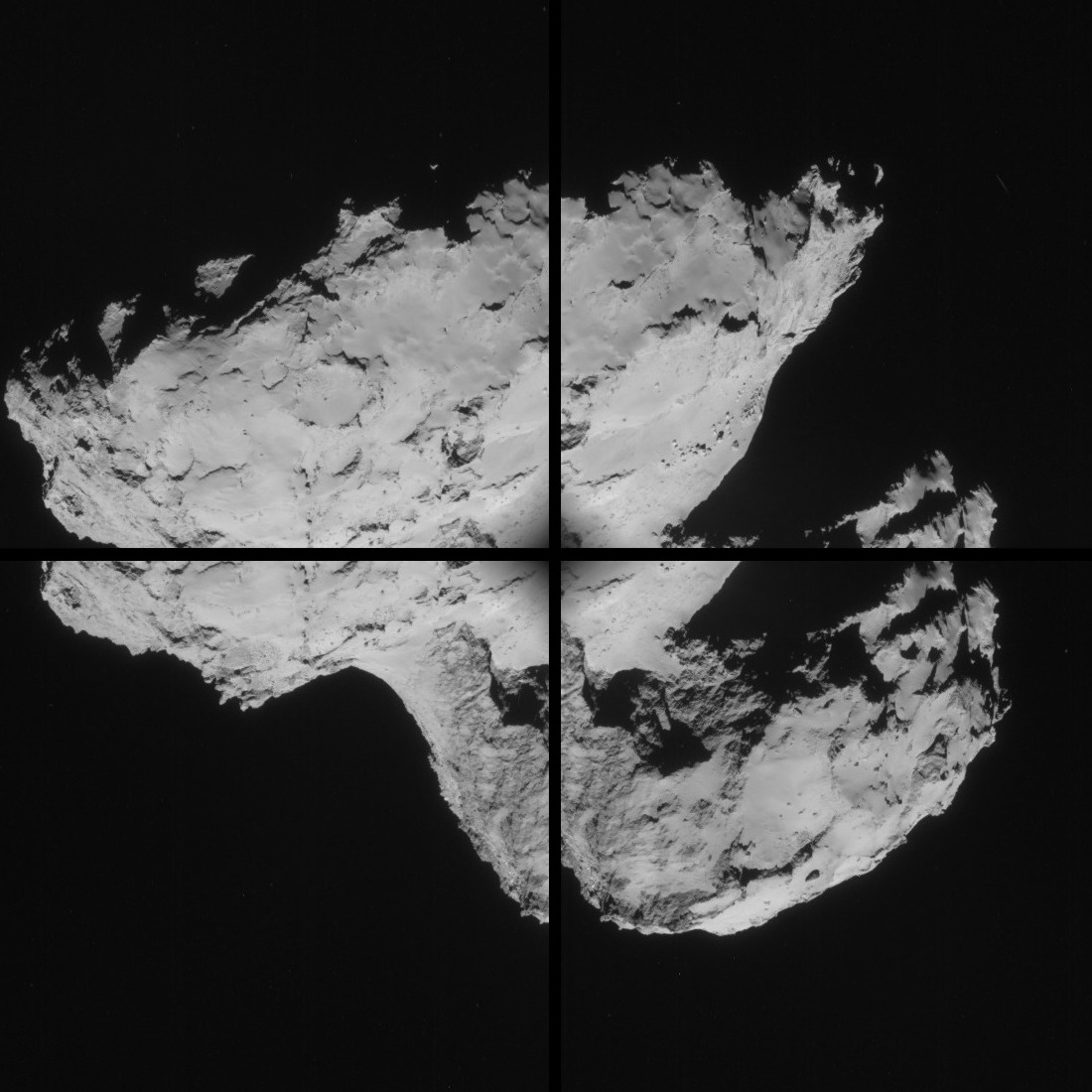
Photomontage de la comète le 31 août 2014.
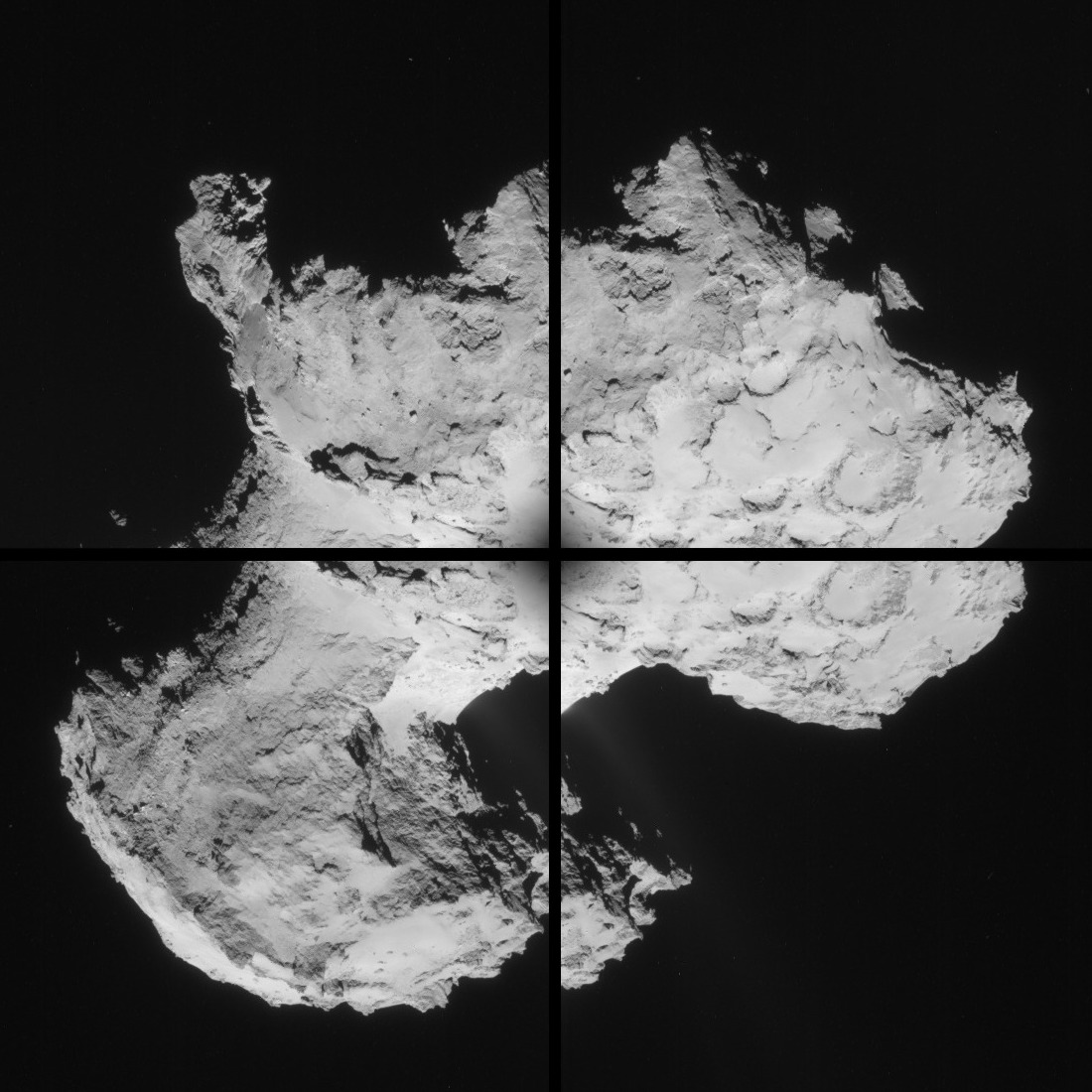
Photomontage de la comète le 2 septembre 2014.
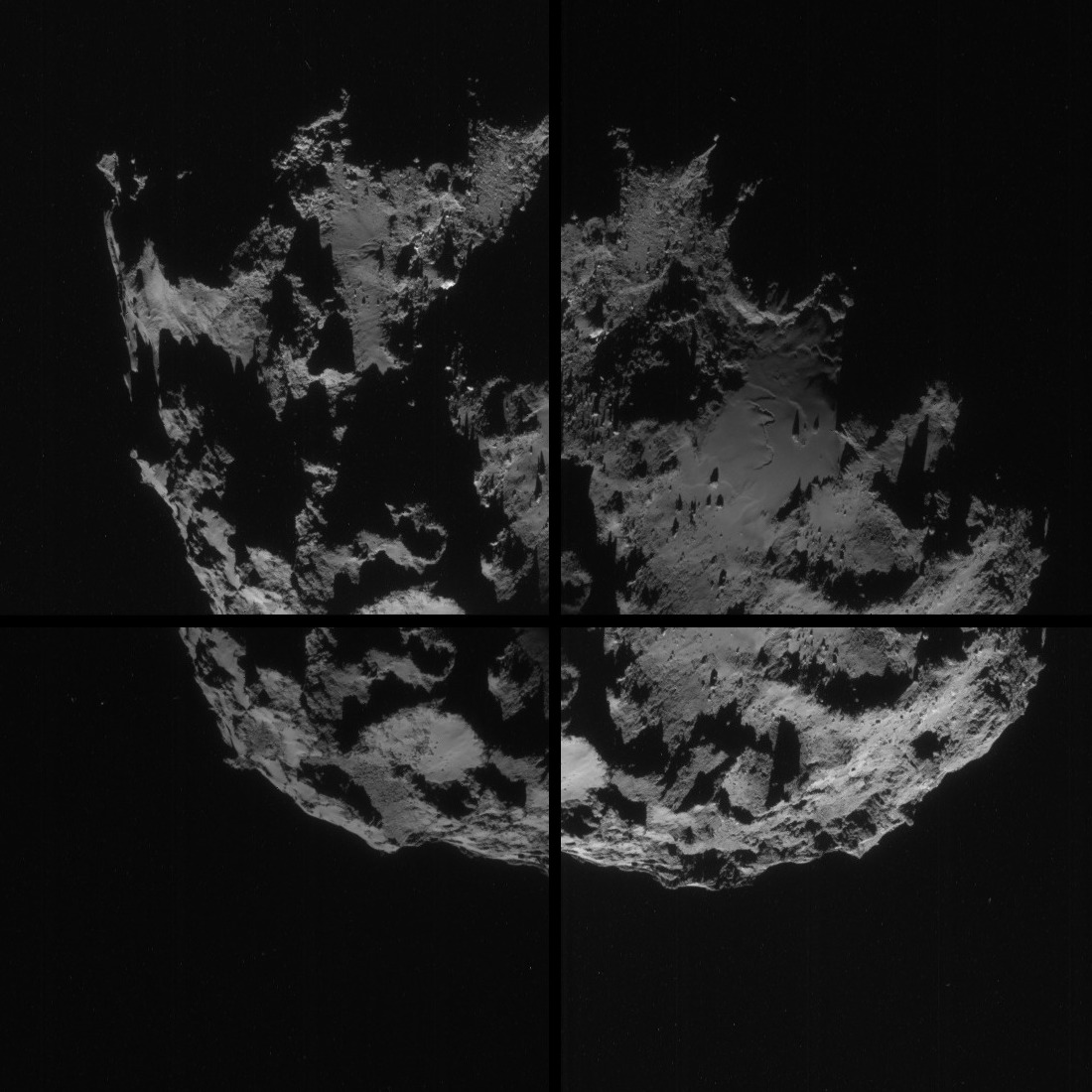
Photomontage de la comète le 7 septembre 2014.
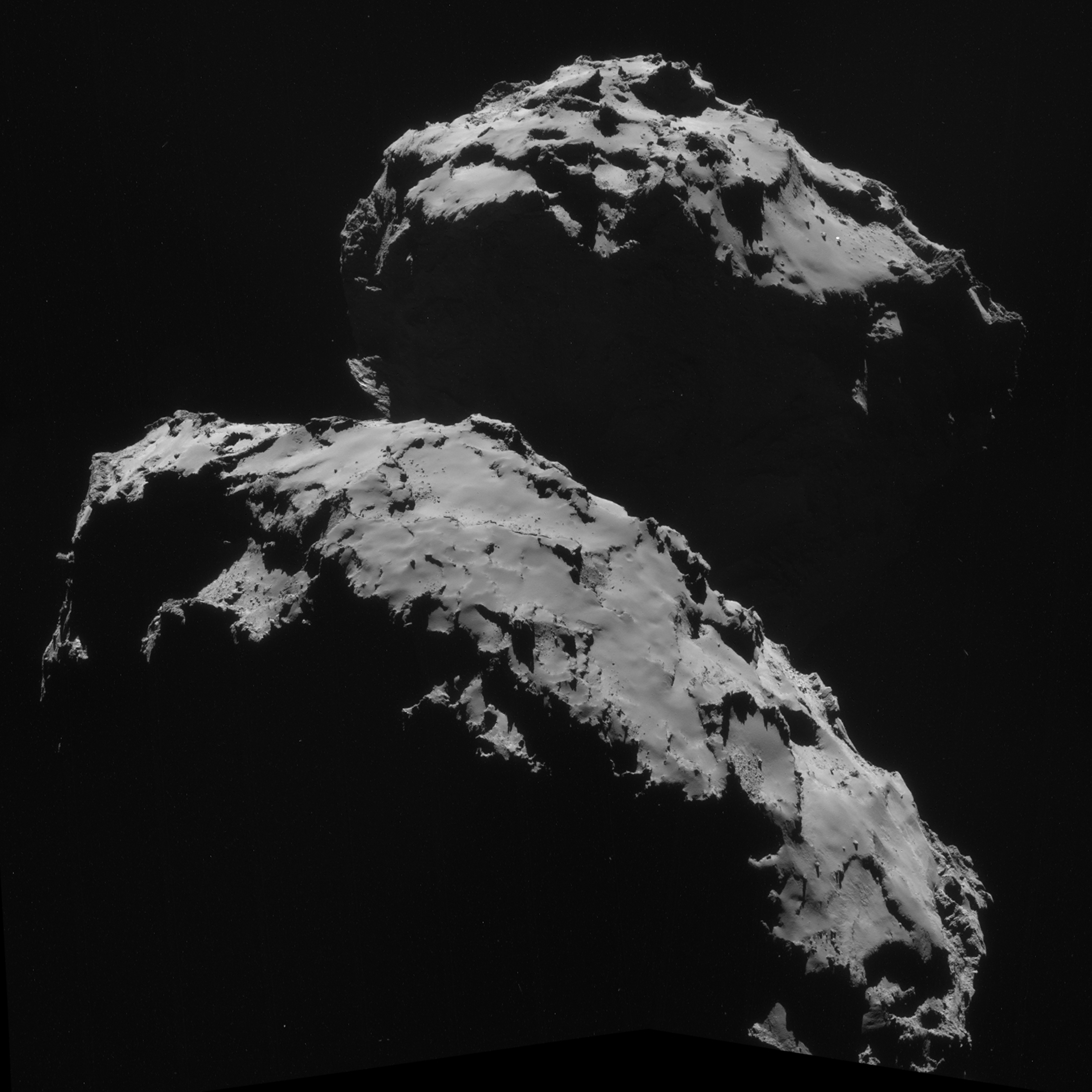
Photomontage de la comète le 10 septembre 2014.
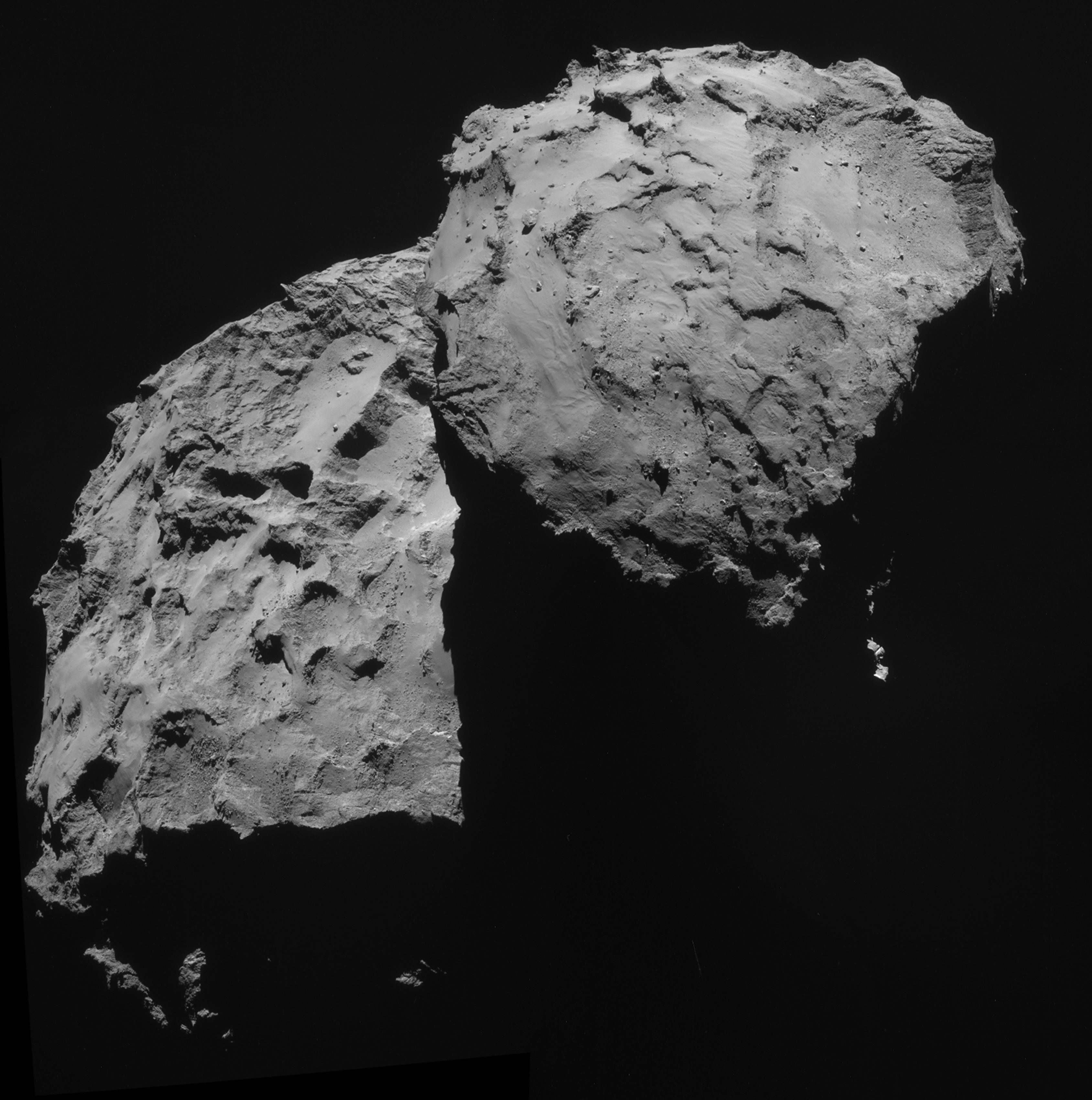
La comète le 14 septembre 2014
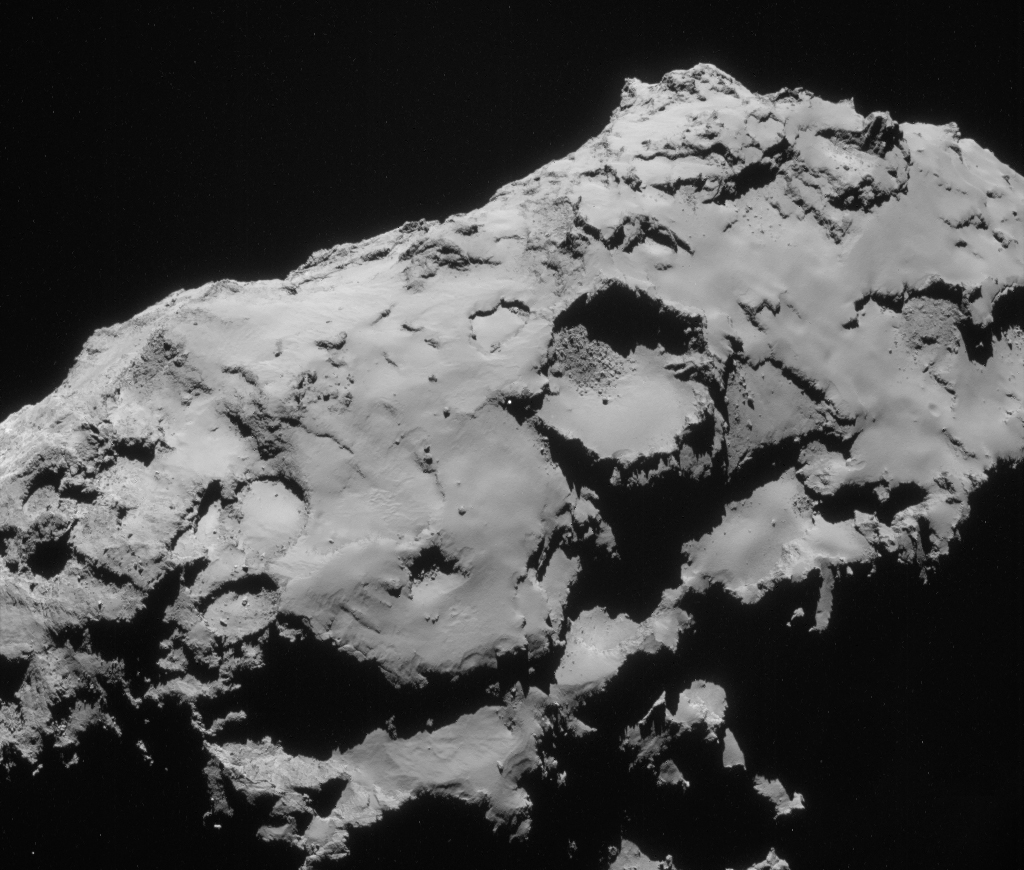
La comète le 21 septembre 2014.
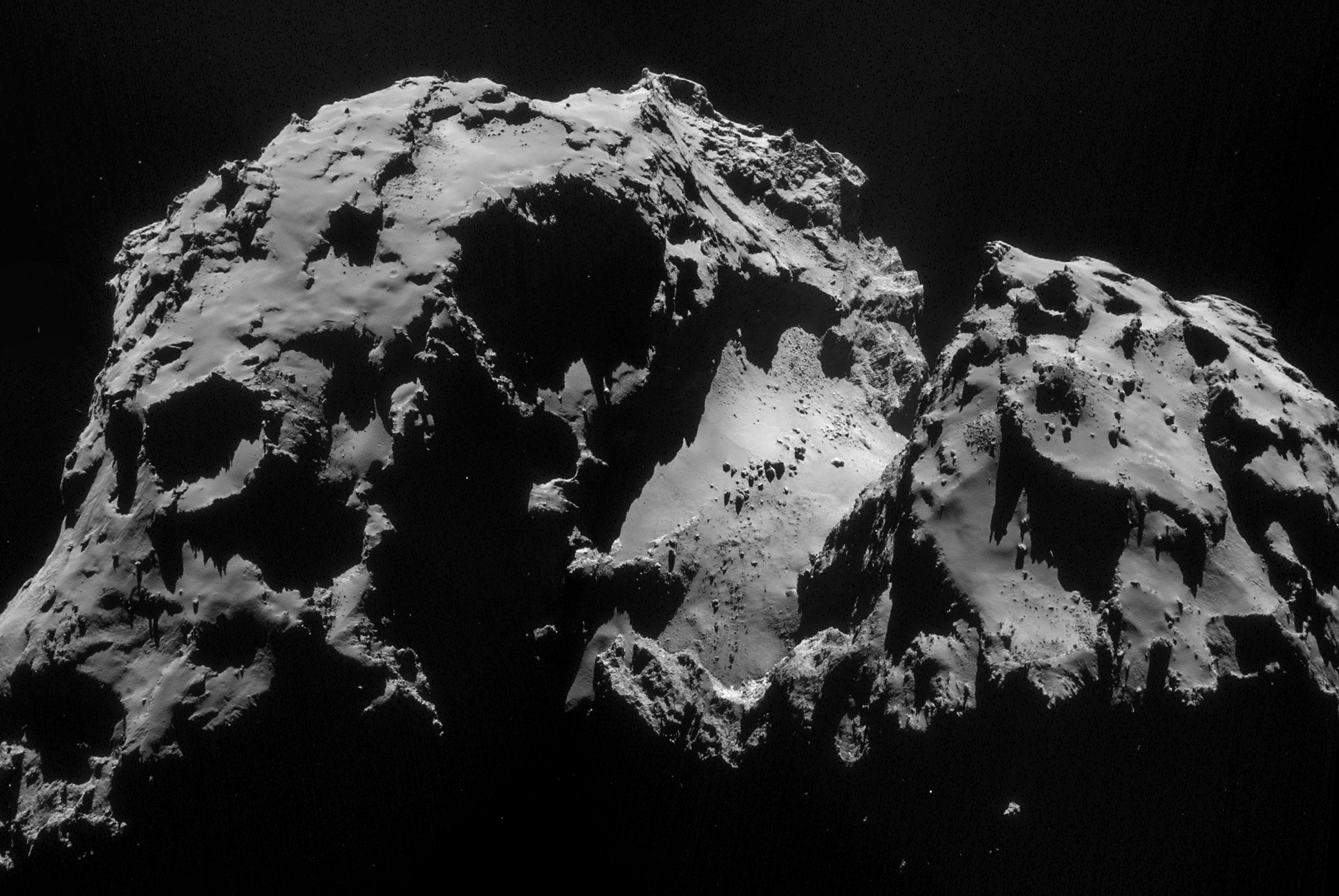
La comète le 24 septembre 2014.
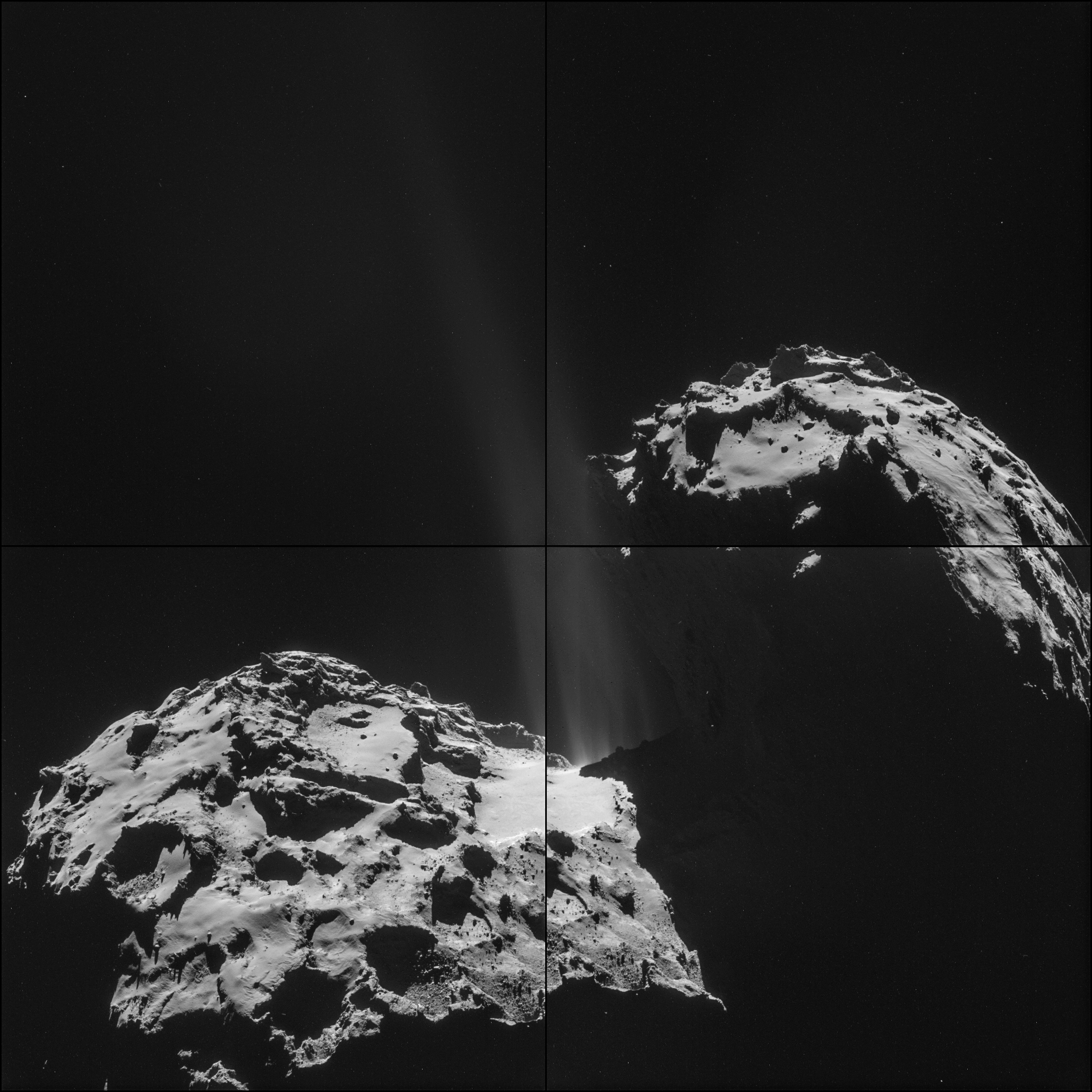
Photomontage de la comète le 26 septembre 2014.
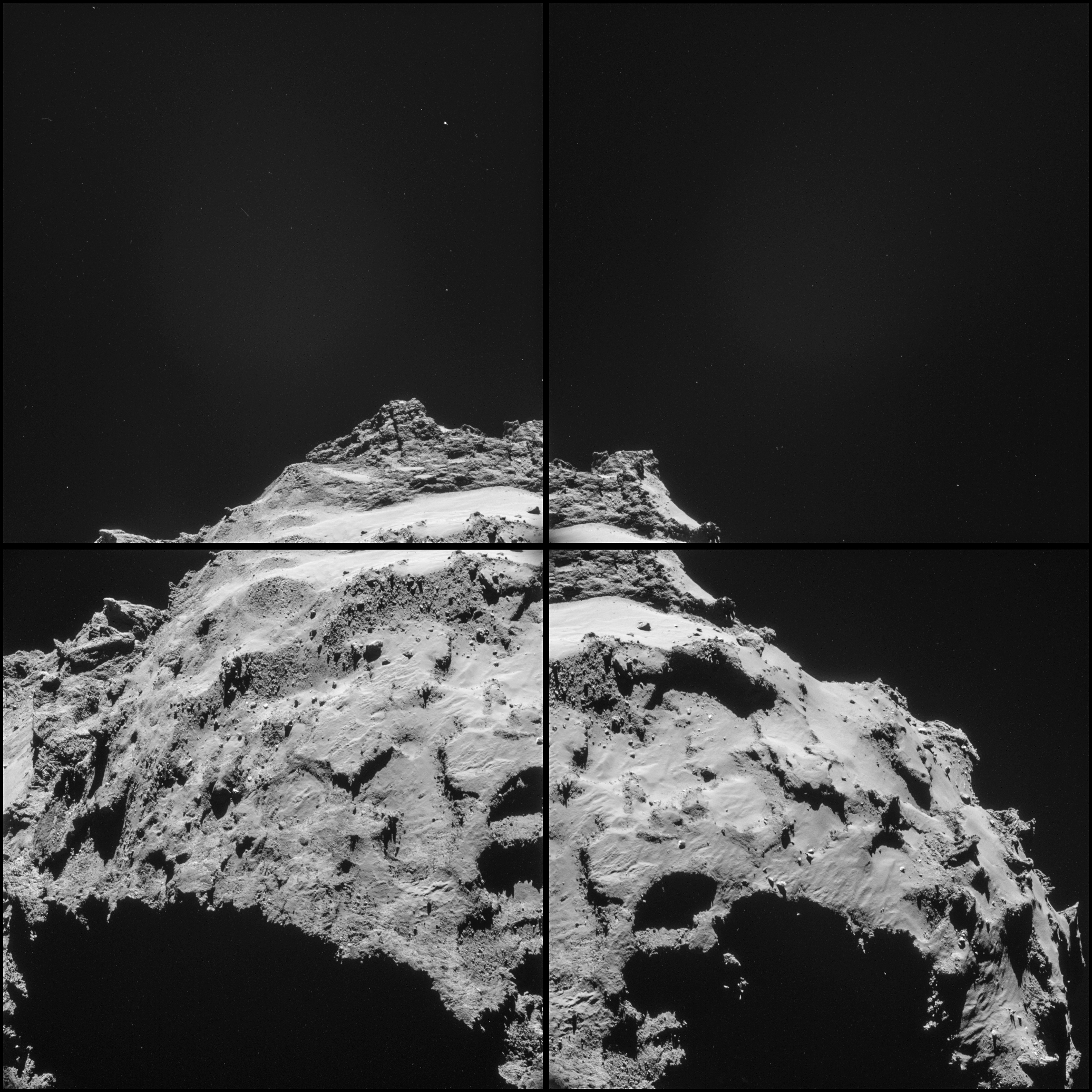
Photomontage de la comète le 30 septembre 2014.
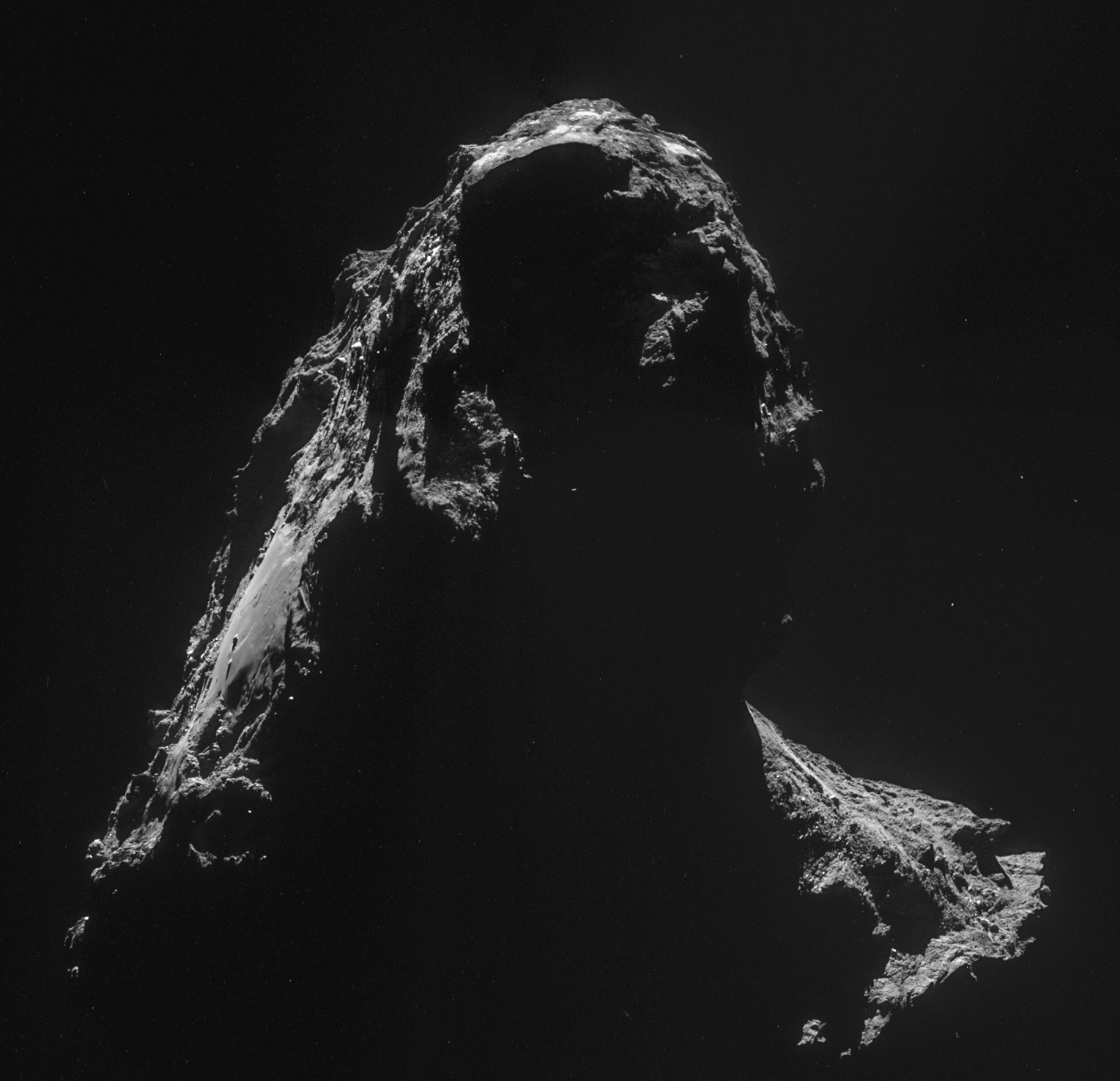
La comète le 2 novembre 2014.
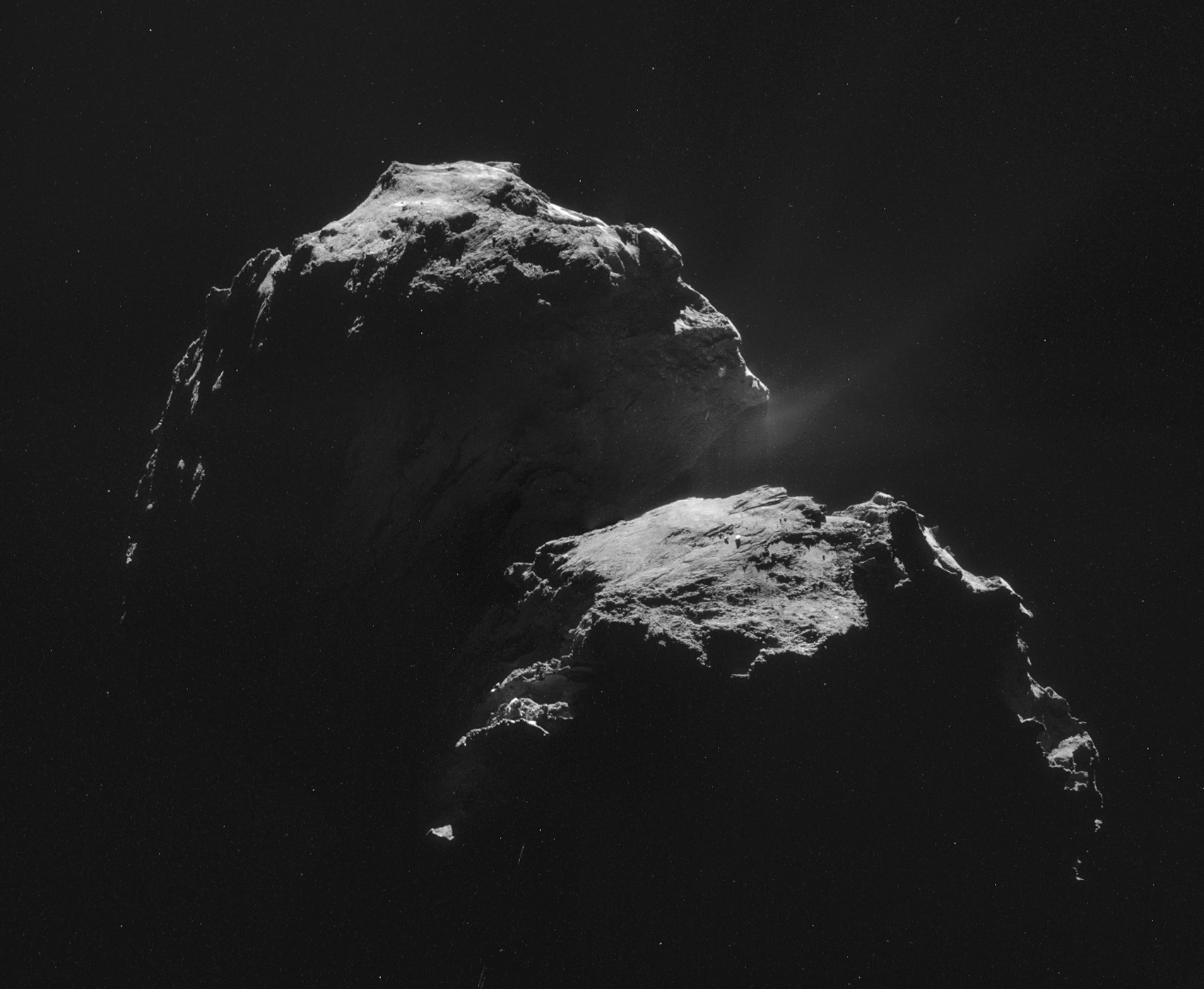
La comète le 4 novembre 2014.
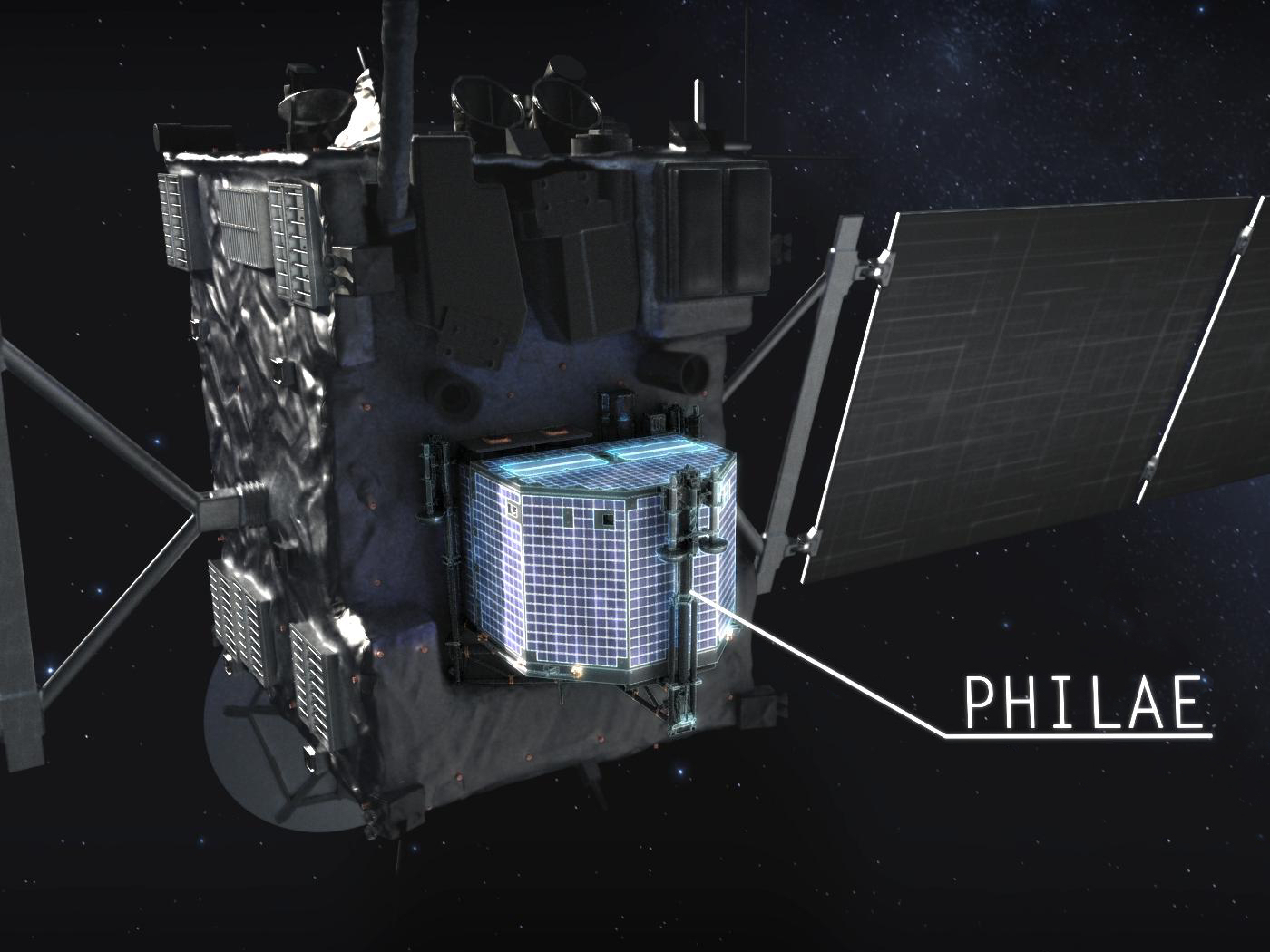
Placement de Philae sur la sonde avant le largage.
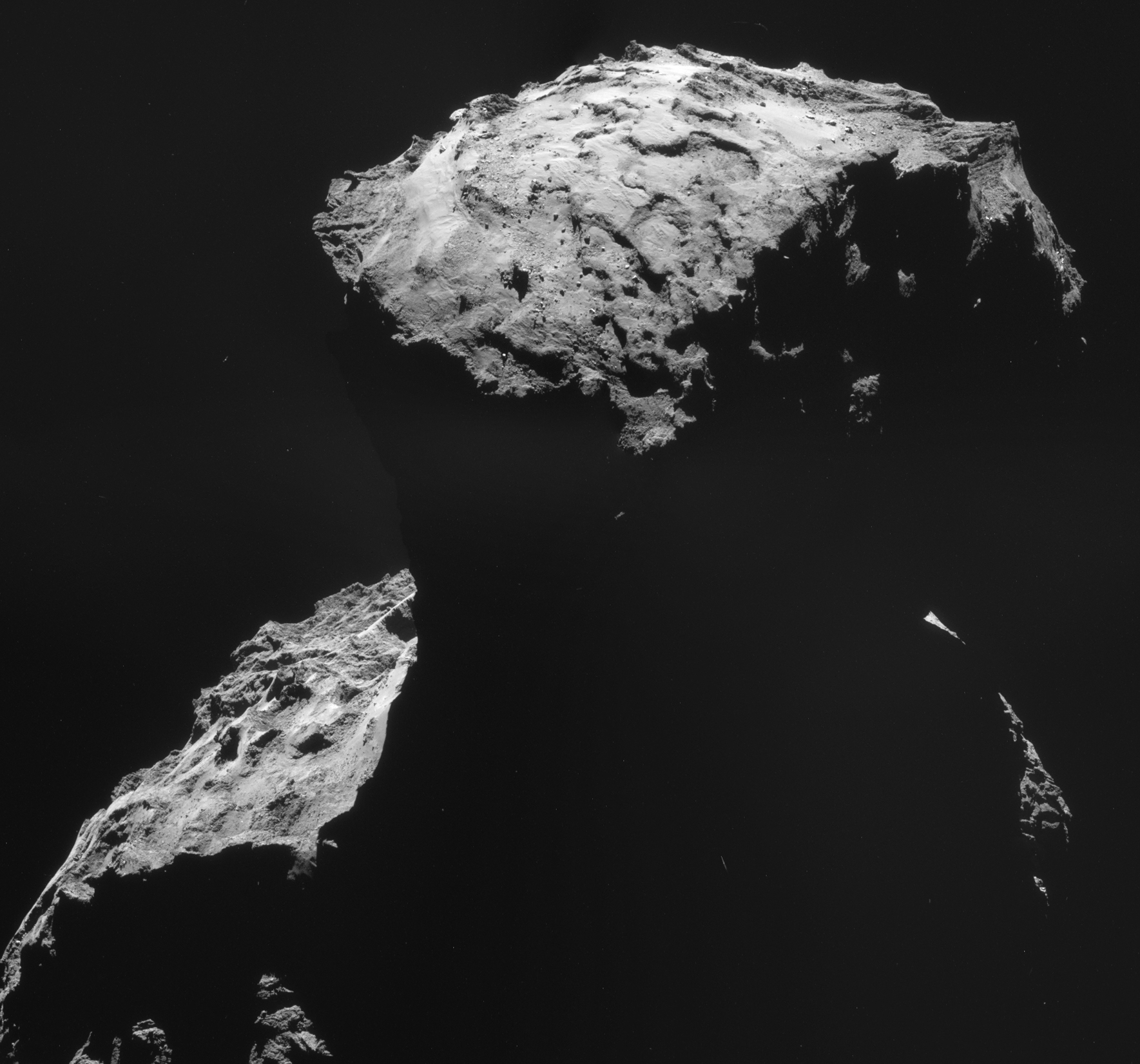
Image montrant le site d'atterrissage de Philae à 10 km de la sonde.
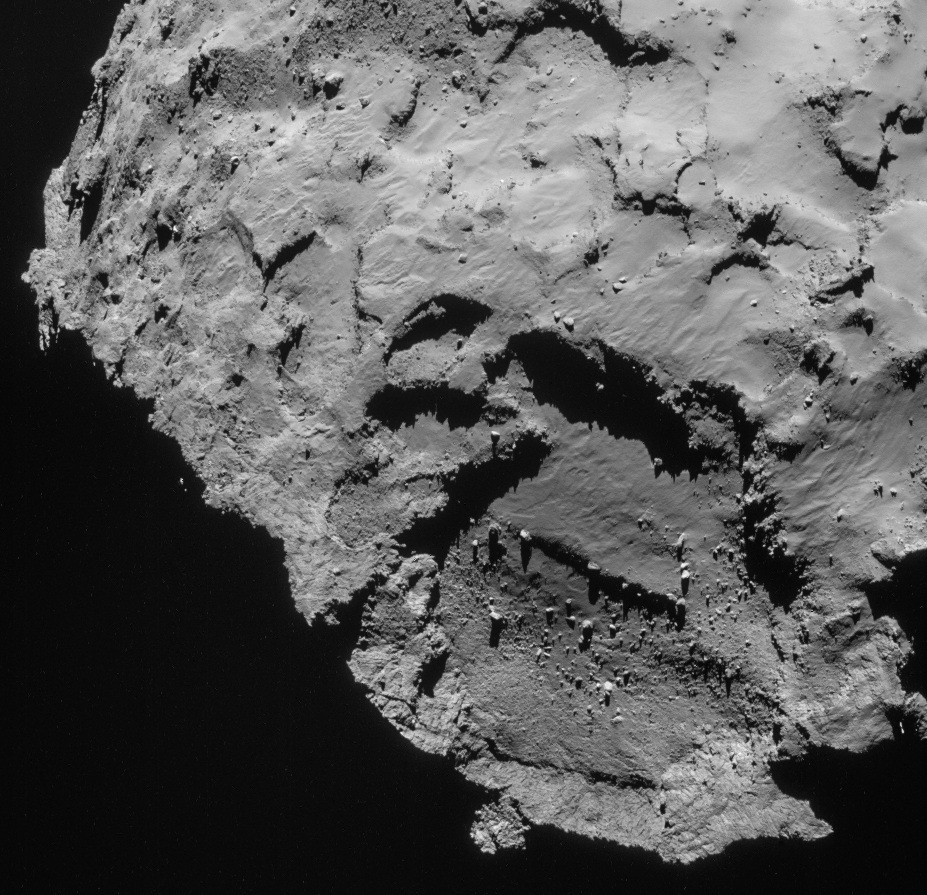
Le site J, lieu d'atterrissage de Philae.
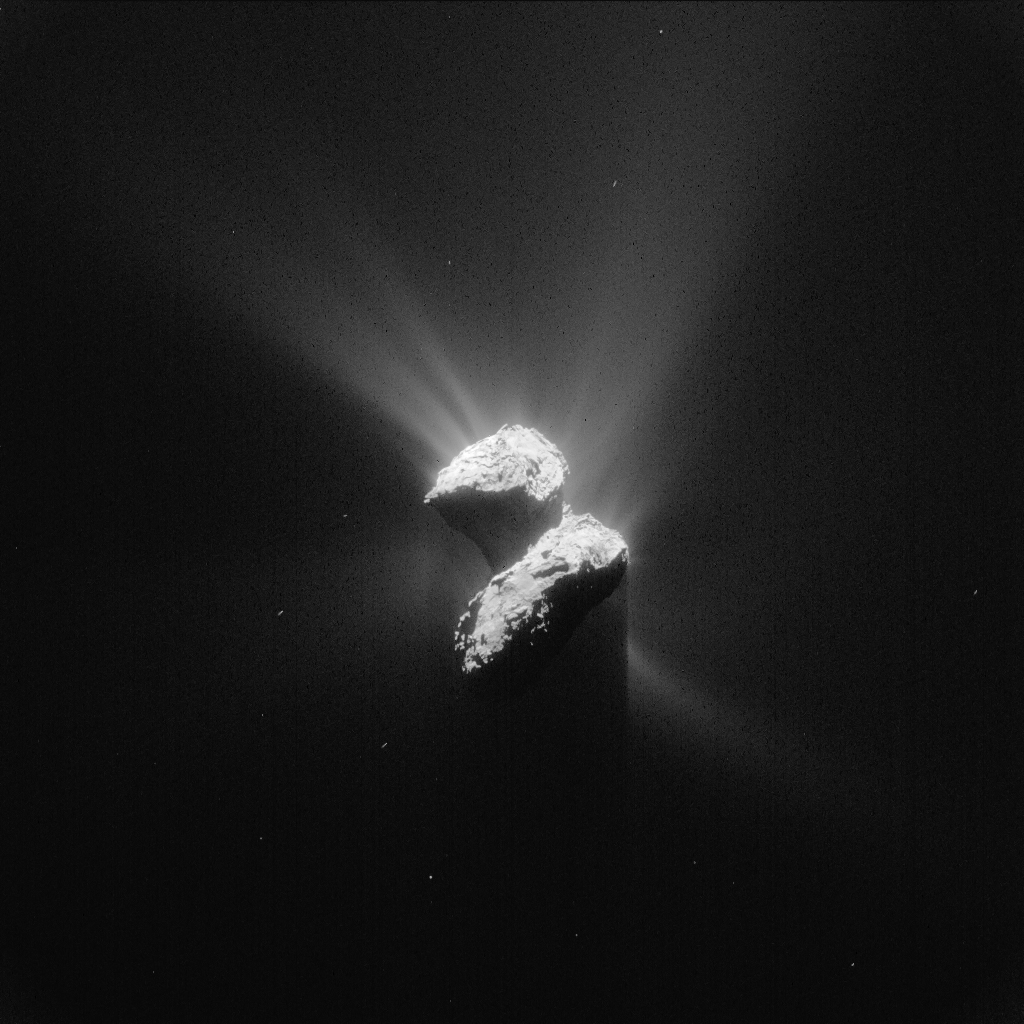
La comète le 5 juin 2015.
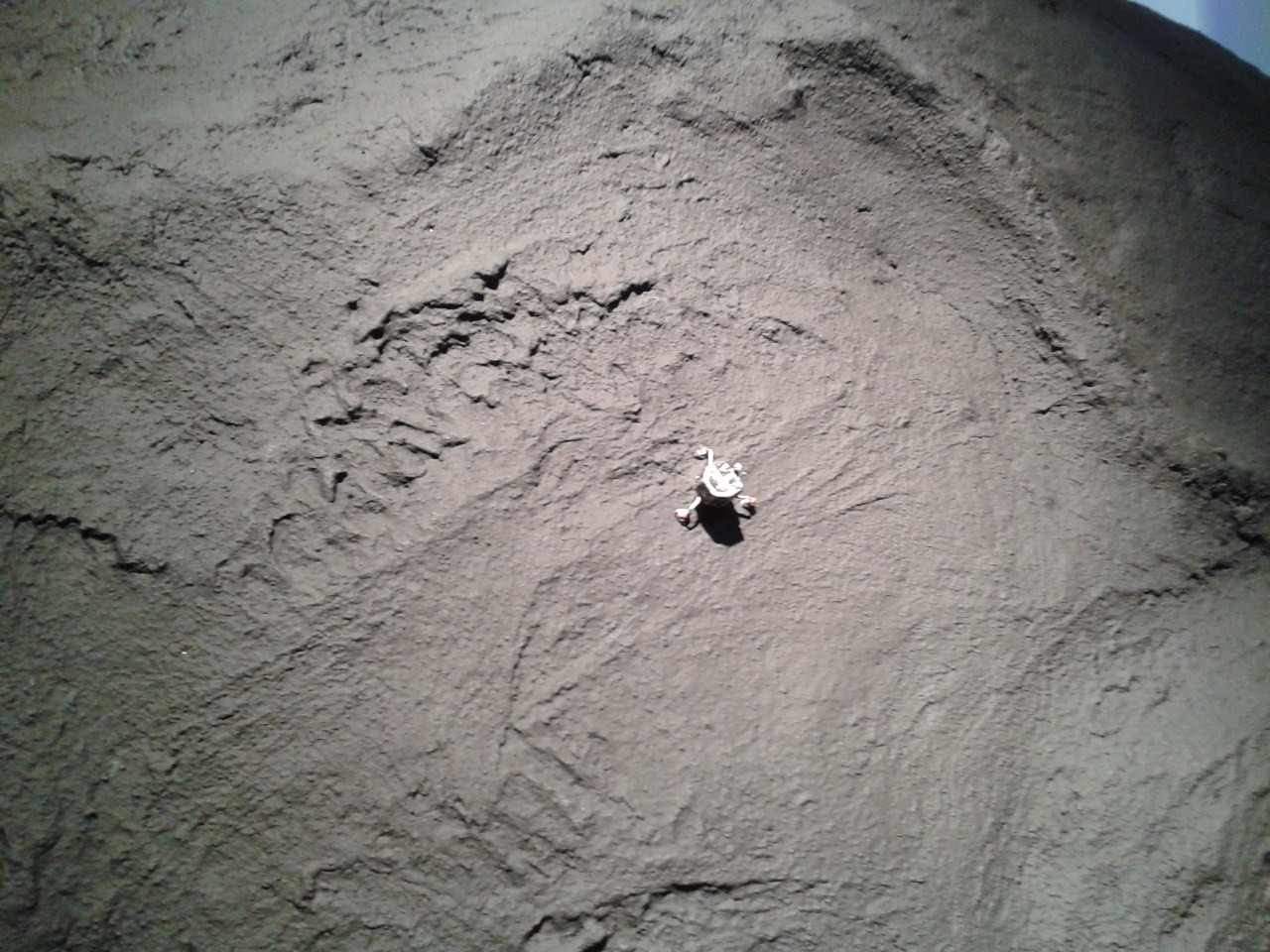
Maquette de Philae sur la surface de 67P/Tchourioumov-Guérassimenko

## Origine
Une première hypothèse était celle d'une origine remontant aux débuts de notre système solaire, par agglomération de deux morceaux de comètes, après qu'elles se sont percutées à faible vitesse il y a plus de 4 milliards d’années. Il semblait cependant douteux qu'une comète aussi poreuse et volatile ait pu persister aussi longtemps dans la ceinture de Kuiper. 
Un nouveau scénario (publié en 2018 dans la revue Nature Astronomy et issu d'une simulation informatique faite sur la plateforme de calcul Mésocentre Sigamm) conclut plutôt à une collision très violente (vitesse évaluée à plusieurs centaines voire à un millier de kilomètre par heure entre des comètes). Les comètes auraient alors été disloquées à l'impact, et de nombreux fragments de toutes tailles auraient été éjectés à une vitesse absolue très élevée, mais à une vitesse relative faible des fragments les uns par rapport à autres, « assez faible pour que les forces de gravitation attirent entre eux deux morceaux, qui peuvent s'agglomérer et donner naissances à des agrégats dont la forme ressemble à celle de Tchouri ». 
La comète actuelle est probablement plus jeune qu'on ne l'a d'abord estimé, mais ses matériaux datent, eux, de la période primordiale.